# Sisco
Sisco is een gemeente in het Franse departement Haute-Corse (regio Corsica). Sisco telde op 1 januari 2022 1.172 inwoners.

## Geografie
De oppervlakte van Sisco bedroeg op 1 januari 2022 24,96 vierkante kilometer; de bevolkingsdichtheid was toen 47 inwoners per km².
De onderstaande kaart toont de ligging van Sisco met de belangrijkste infrastructuur en aangrenzende gemeenten.

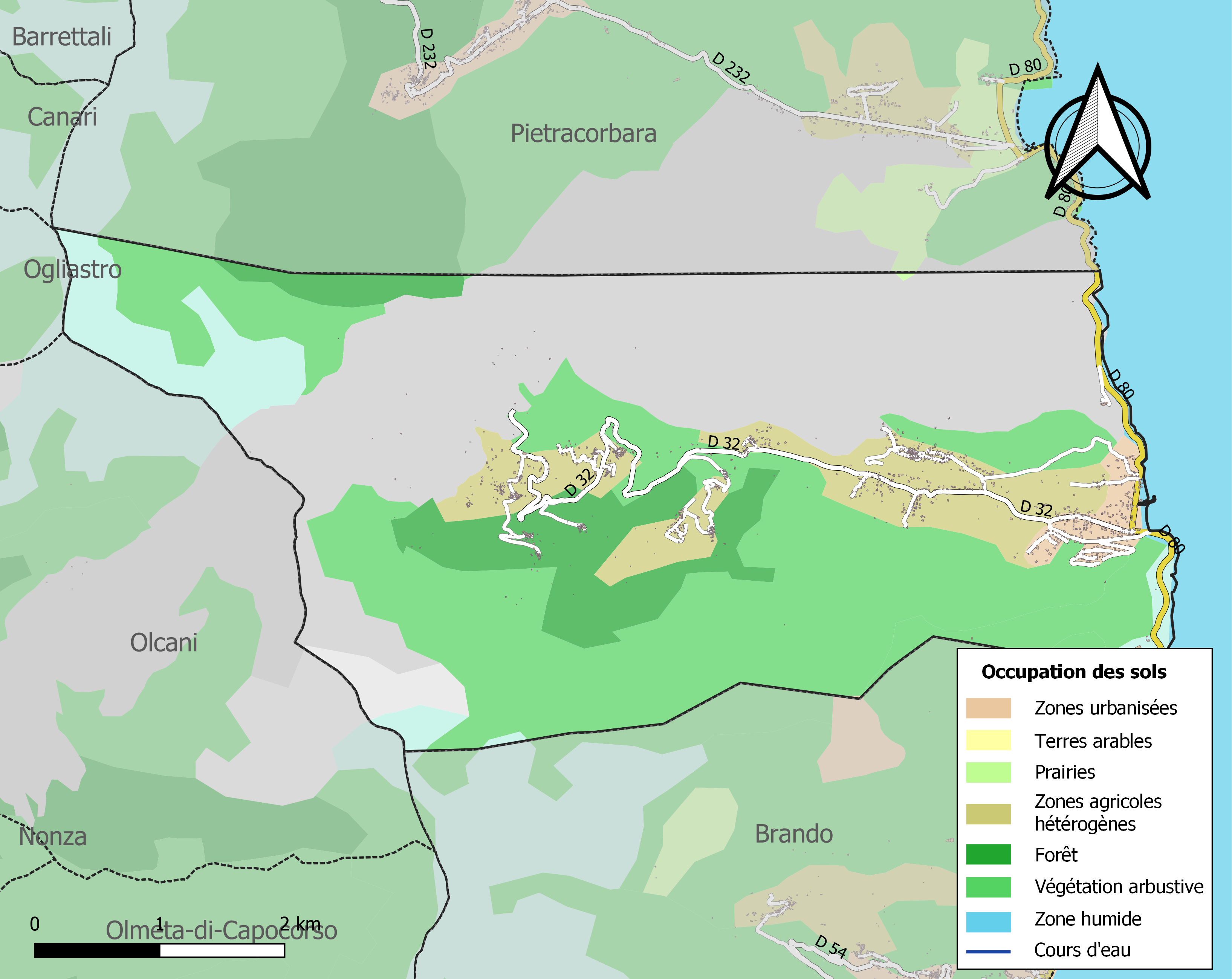

## Demografie
Onderstaande figuur toont het verloop van het inwonertal.
Vanwege een beveiligingsprobleem met de MediaWiki Graph-software is het momenteel niet mogelijk deze grafiek weer te geven. Zodra de software is bijgewerkt zal de grafiek vanzelf weer zichtbaar worden.